# Кулики (Ялуторовский район)
Кулики (сибирскотат. 
Күлик) — деревня в Ялуторовском районе Тюменской области, входит в состав Ревдинского сельского поселения.

## География
Деревня находится недалеко от реки Тобол, на берегу речки Куличек. До районного центра 46 км. Высота над уровнем моря 51 м.

## Население
| 2010 | 2014 |
| ---- | ---- |
| 70   | ↗86  |

Населяют казанские и сибирские татары. Основной промысел скотоводство, рыбалка.

## Улицы
Деревня состоит из 5 улиц:
- ул. Егорова
- ул. Такташа
- ул. Шайдуллина
- ул. Заречная
- пер. 1